# Gabriele Viertel (Fotokünstlerin)

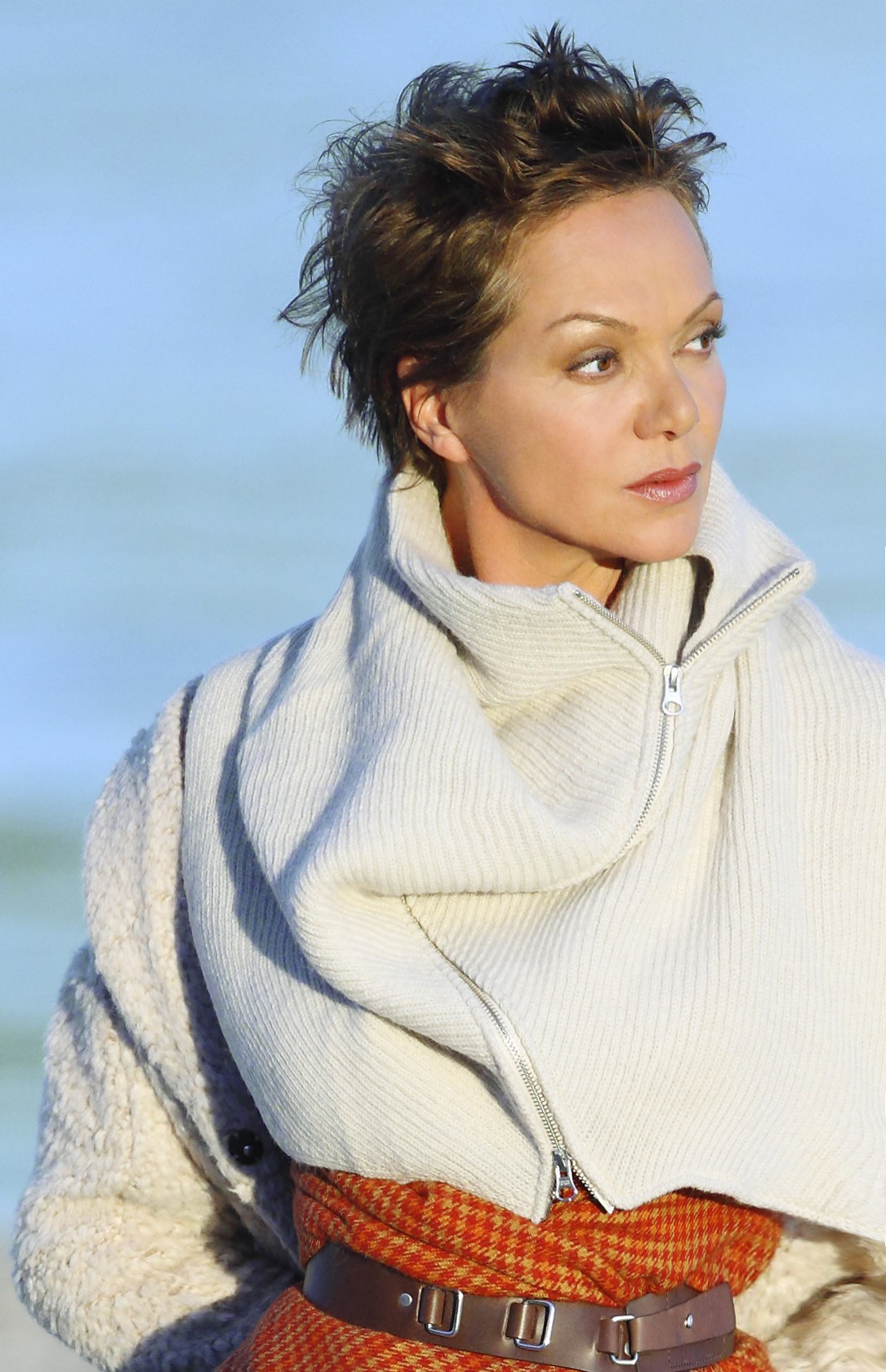
Gabriele Viertel

Gabriele Viertel (* 1969) ist eine in den Niederlanden lebende deutsche Fotografin und Künstlerin der künstlerischen Fotografie.

## Werk
Viertels Arbeiten wurden erstmals 2013 veröffentlicht und erlangten schnell weltweite Aufmerksamkeit. Die als „Neudefinition der Unterwasserfotografie“ bezeichneten Werke wurden u. a. vom San Francisco Museum of Modern Art, Vogue Italia und Cosmopolitan publiziert. Es folgten zahlreiche Auszeichnungen sowie Ausstellungen in Galerien und Museen in Europa und den USA.
Konzeptionell spielen Viertels Bilder mit dem Dialog zwischen den Medien Malerei und Fotografie. Die magische, oft surreale Bildsprache und die Lichtgestaltung als dramaturgisches Stilmittel sind charakteristische Ausdrucksmittel. Sie setzt sich in ihren fotografischen Arbeiten künstlerisch mit dem Ausdrucks des Körpers auseinander.

## Ausstellungen (Auswahl)
- 2014: Schellens Fabrik, Eindhoven
- 2014: Art Square Museumplein, Amsterdam
- 2014: Heritage Municipal Museum Málaga
- 2015: Szkéné Theatre, Budapest
- 2016: Berlin Foto Biennale Palazzo Italia
- 2016:NordArt Carlshütte
- 2016: Fort Wayne Museum of Art 'The Nation: Best of Contemporary Photography'
- 2017:Vision De Corps Musee D'Orleans,Le Centre Charles Péguy, Orléans

## Auszeichnungen
- Platinum Award Fine Art[1]
- Juror Merit Award 'Best of Contemporary Photography 2015' Fort Wayne Museum of Art
- Gold Medaille Master's Cup IPA 2015 für Herausragende Leistung, Beverly Hills
- Silber-Medaille Prix De La Photographie PX3 Paris
- 1. Platz Publikumspreis 1 X Photo Awards
- 8 × Honorable Mention Prix De La Photographie PX3 Paris
- 10 × Honorable Mention International Photography Awards, Los Angeles
- Honorable Mention Kontinent Award, Izmir
- 2 × Honorable Mention Fine Art Photography Award
- 4 × Honorable Mention The Gala Awards

## Publikationen
- Viertel, Gabriele, 1969-, Waard, E. de: Als parelmoer: Gabriele Viertel & Elly de Waard. Haarlem, ISBN 978-90-78670-54-4.